# Slovak Open 2024
Lo Slovak Open 2024 è stato un torneo di tennis professionistico maschile e femminile. È stata la 26ª edizione del torneo maschile, facente parte della categoria Challenger 125 nell'ambito dell'ATP Challenger Tour 2024, con un montepremi di 148 000 €. È stata l'11ª edizione del torneo invece per le donne, facente parte della categoria W75 nell'ambito dell'ITF Women's World Tennis Tour 2024, con un montepremi di 60 000 $. Entrambi i tornei si sono giocati sui campi in cemento indoor del AXA Aréna NTC di Bratislava, in Slovacchia tra il 7 ottobre al 3 novembre 2024.

## Partecipanti singolare maschile

### Teste di serie
| Nazionalità          | Giocatore           | Ranking* | Testa di serie |
| -------------------- | ------------------- | -------- | -------------- |
|                      | Roman Safiullin     | 60       | 1              |
| Canada               | Gabriel Diallo      | 87       | 2              |
| Ungheria             | Márton Fucsovics    | 88       | 3              |
| Regno Unito          | Jacob Fearnley      | 92       | 4              |
| Italia               | Luca Nardi          | 100      | 5              |
| Bosnia ed Erzegovina | Damir Džumhur       | 104      | 6              |
| Svizzera             | Alexander Ritschard | 108      | 7              |
| Kazakistan           | Michail Kukuškin    | 111      | 8              |

* Ranking al 21 ottobre 2024.

### Altri partecipanti
I seguenti giocatori hanno ricevuto una wild card per il tabellone principale:
- Hynek Bartoň
- Lukáš Pokorný
- Stan Wawrinka

I seguenti giocatori sono entrati in tabellone come alternate:
- João Fonseca
- Marc-Andrea Hüsler

I seguenti giocatori sono passati dalle qualificazioni:
- Alibek Kachmazov
- Miloš Karol
- Hamad Međedović
- Raphaël Collignon
- Zsombor Piros
- Emilio Nava

## Campioni

### Singolare maschile
Roman Safiullin ha sconfitto in finale  Raphaël Collignon con il punteggio di 6–3, 6–4.

### Singolare femminile
Mia Pohánková ha sconfitto in finale  Renáta Jamrichová con il punteggio di 2–6, 6–4, 6–2.

### Doppio maschile
Nicolás Barrientos /  Julian Cash hanno sconfitto in finale  André Göransson /  Sem Verbeek con il punteggio di 6–3, 6–4.

### Doppio femminile
Isabelle Haverlag /  Elena Pridankina hanno sconfitto in finale  Katarína Kužmová /  Nina Vargová con il punteggio di 7–5, 6–2.